# جورجيا ستانواي
جورجيا ماري ستانواي (من مواليد 3 يناير 1999) لاعبة كرة قدم إنجليزية تلعب كمهاجم لنادي الدوري الإنجليزي الممتاز مانشستر سيتي للسيدات والمنتخب الإنجليزي. كما مثلت إنجلترا في مختلف مستويات الشباب.
في عام 2016 ، تم ترشيح ستانواي لجائزة بي بي سي لشخصية العام الرياضية للشباب. في عام 2017 ، تم ترشيحها لجائزة رابطة لاعبي كرة القدم المحترفين لأفضل لاعبة شابة للعام. في يونيو 2018 ، تم اختيارها ضمن تشكيلة دوري أبطال أوروبا للسيدات لهذا الموسم. في عام 2019 ، حصلت على جائزة رابطة لاعبي كرة القدم المحترفين لأفضل لاعبة شابة لهذا العام.

## روابط خارجية
- جورجيا ستانواي على موقع الاتحاد الدولي (مؤرشف)  (الإنجليزية)
- جورجيا ستانواي على موقع الاتحاد الأوربي (الإنجليزية)
- جورجيا ستانواي على موقع قاعدة بيانات كرة القدم.إي يو (الإنجليزية)
- جورجيا ستانواي على موقع Soccerway.com (الإنجليزية)
- جورجيا ستانواي على موقع عالم كرة القدم.نت (الإنجليزية)
- جورجيا ستانواي على موقع أوليمبيديا (الإنجليزية)
- جورجيا ستانواي على موقع اللجنة الأولمبية البريطانية (الإنجليزية)